# Zdzisław Czermański

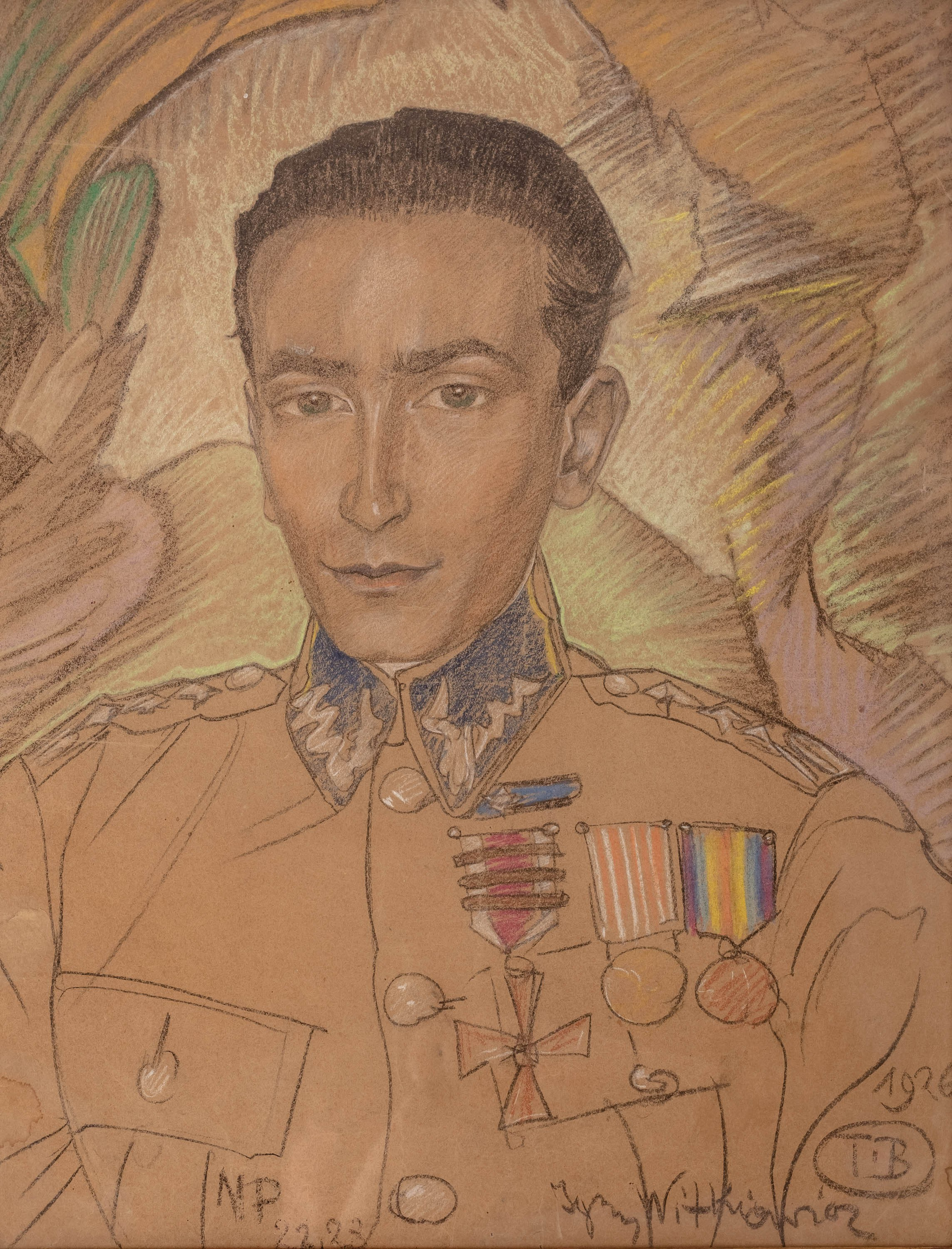
Portret Zdzisława Czermańskiego autorstwa Witkacego, 1926

Zdzisław Czermański (ur. 1900 w Krakowie, zm. 27 stycznia 1970 w Nowym Jorku) – polski grafik–karykaturzysta, malarz, autor wspomnień, oraz legionista i oficer Wojska Polskiego

## Życiorys
Urodził się w rodzinie aktorskiej. Już przed I wojną światową zetknął się z ruchem strzeleckim we Lwowie. W sierpniu 1914 wstąpił do Legionów Polskich. Po kryzysie przysięgowym w 1917 znalazł się w 3. Pułku Piechoty i w jego szeregach walczył pod Rarańczą. Jednostka jawnie protestowała przeciwko traktatowi w Brześciu. Po wojnie wstąpił do nowo powstałego Wojska Polskiego i walczył w wojnie polsko-bolszewickiej. W 1928 w randze kapitana opuścił wojsko.
Od 1920 publikował karykatury osobistości ze świata polityki w tygodniku „Szczutek”, potem także w „Cyruliku Warszawskim”. Jego karykatury były pozbawione złośliwych deformacji i podobały się portretowanym osobom. Józef Piłsudski polecił zawiesić 13 swoich karykatur na ścianach Belwederu.
W latach 1923–1924 uczył się rysunku i malarstwa u Kazimierza Sichulskiego w Miejskiej Szkole Przemysłowej we Lwowie. W 1925 wyjechał do Paryża, gdzie kontynuował studia u Fernanda Légera. W 1930 odbyła się wystawa indywidualna jego prac w Galerii Charpentier. Z Francji wyjechał do Anglii, gdzie rysował dla pisma „Graphic”, a w 1931 pojechał do USA na zaproszenie „Fortune Magazine”, z którym współpracował do 1934.
W 1935 wrócił do Polski i rozpoczął współpracę z „Wiadomościami Literackimi”. W 1939 zorganizował w pawilonie Instytutu Propagandy Sztuki wystawę „100 wielkich Polaków”.
Na początku II wojny światowej przez Wilno, Skandynawię, Francję, Portugalię i Brazylię dotarł w 1941 do Nowego Jorku. Ponownie podjął współpracę z „Fortune” oraz pismami „Look” i „Life”.
Wydał tom wspomnień Kolorowi ludzie. Pod koniec życia wykonał cykl 50. portretów światowych osobistości, zakupiony przez Uniwersytet Teksański w Austin.
Uczestniczył w życiu Polonii amerykańskiej' Współpracował m.in. z Janem Lechoniem.
Był laureatem Nagrody im. Alfreda Jurzykowskiego i Nagrody Związku Pisarzy Polskich na Obczyźnie w 1966.

## Wybrana twórczość

### Karykaturzysta
- Pierwszy taniec
- Figle na sianie
- Wańka-wstańka czyli zabawy z sejmem – karykatura marszałka Piłsudskiego, 1931
- Józef Piłsudski w 13 planszach – cykl karykatur, wyd. J. Przeworski, Warszawa, 1935
- Pocieszyciel
- Na rybach
- Na trasie

### Grafik
- Piłsudski – portret (litografia)

### Malarz
- Akt kobiecy (tempera)
- Akt kobiecy (akwarela)
- Kobieta z przysłonięta twarzą

### Pisarz
- W pluszowej ramie – Z 11 rysunkami autora, wyd. Gebethner i Wolff, 1939
- Kolorowi ludzie, wyd. pol. Wydawnictwo Polonia, Warszawa 1992, ISBN 978-83-7565-028-0, OCLC 834076887
- Kraj lat dziecinnych, wyd. Puls, Londyn, 1987 ISBN 0-907587-34-8